# Scaphaphorura arenaria
Scaphaphorura arenaria är en urinsektsart som först beskrevs av Petersen 1965.  Scaphaphorura arenaria ingår i släktet Scaphaphorura, och familjen blekhoppstjärtar. Arten är reproducerande i Sverige.